# Mark Williams (snooker)
Pour les articles homonymes, voir Mark Williams et Williams.
Mark James Williams est un joueur de snooker gallois né le 21 mars 1975 à Cwm dans le Blaenau Gwent (pays de Galles). Williams fait partie des meilleurs joueurs de son époque, compilant 26 titres sur des tournois classés, dont trois victoires au championnat du monde (2000, 2003 et 2018).
Il est l'un des trois joueurs (avec John Higgins et Ronnie O'Sullivan) à avoir remporté trois fois le championnat du monde pendant les années 2000. En remportant le titre mondial en 2000, il est devenu le premier gaucher à devenir champion du monde. En remportant le titre en 2018 à l'âge de 43 ans, il est aussi devenu le deuxième joueur le plus âgé à être champion du monde, juste derrière Ray Reardon (45 ans).
Il fait aussi partie des rares joueurs qui ont réussi à remporter les trois tournois de la triple couronne (championnat du Royaume-Uni, Masters et championnat du monde) en une saison, lors de la saison 2003-2004. D'ailleurs, il compte deux victoires au championnat du Royaume-Uni et deux victoires aux Masters.
Il a également occupé la première place mondiale pendant deux ans (2000-2002) ; de 2003 à 2004, puis de mai à septembre 2011. Après 2011, Williams connait une période de déclin au cours de laquelle il ne remporte plus le moindre titre et sort du top 10. 
Il est ensuite brillamment revenu en remportant quatre tournois classés entre 2017 et 2018 (Open d'Irlande du Nord 2017, Masters d'Allemagne 2018, championnat du monde 2018 et Open mondial 2018). Ces bons résultats lui ont permis un retour dans le top 3 du classement mondial. Des victoires plus récentes aux séries professionnelles 2021 et à l'Open de Grande-Bretagne 2021 lui ont permis de se maintenir parmi l'élite du snooker mondial.
En 2024, il ajoute un autre titre prestigieux à son palmarès : le tournoi des champions. L'année suivante, il bat un record de longévité en devenant le finaliste du championnat du monde le plus âgé, à plus de cinquante ans (défaite contre Zhao Xintong).

## Carrière

### Jeunes années
Williams débute dans la discipline à un très jeune âge. A tout juste onze ans, il remporte son premier tournoi junior et se donne l'ambition de poursuivre vers le niveau professionnel. Il signe son premier century break à l'âge de treize ans et son premier break maximal à 18 ans.
Williams pouvait également prétendre à une carrière de boxeur puisqu'il n'a jamais été battu en treize combats, mais son père l'a motivé à poursuivre vers le snooker et Mark a suivi ses conseils.

### Premières années chez les professionnels (1992-1995)
Devenu professionnel en 1992, à l'âge de 17 ans, Williams connait des premières saisons intéressantes. Bien qu'il ne parvienne pas à passer le troisième tour des tournois qu'il dispute, Williams se qualifie régulièrement pour les tournois de classement et grimpe vite au classement. Il finit la saison 1993-1994 au 58e rang mondial ; la saison suivante, il parvient à monter dans le top 40 du classement mondial. En 1995, il inflige un 5-0 à Willie Thorne sur le match préliminaire du Masters. Il atteint ensuite ses deux premiers quarts de finale à l'Open de Grande-Bretagne et au championnat du Royaume-Uni, battant notamment l'ancien champion du monde, John Parrott.

### Premiers succès et percée dans les classements (1996-1999)
Williams remporte ses deux premiers titres classés au cours de la seule année 1996, à l'occasion de l'Open du pays de Galles et du Grand Prix (Open mondial aujourd'hui). En 1997, il remporte un nouveau tournoi classé sur l'Open britannique. Il y bat en finale Stephen Hendry (9-2). L'année suivante, Williams remporte l'Open d'Irlande.
En 1998, Williams s'impose sur Stephen Hendry en finale du Masters de snooker. La rencontre se termine à la manche décisive, sur la dernière bille noire empochée par Williams, après de multiples erreurs de la part des deux joueurs. En 1999, il réalise une année pleine de promesses en remportant un deuxième Open du pays de Galles, ainsi qu'un sixième tournoi de classement en Thaïlande. En fin de saison, Williams atteint la finale du championnat du monde et s'incline contre Stephen Hendry (18-11). Il échoue ensuite en finale du Grand Prix, avant de remporter le championnat du Royaume-Uni en fin d'année. Ses bons résultats lui permettent d'intégrer le top 3 mondial, à moins de 25 ans.

### Premier titre de champion du monde en 2000
En 2000, Williams officie au championnat du monde en tant que favori après son doublé au Masters de Thaïlande. Il passe les premiers tours avec facilité, avant d'avoir à jouer un gros match contre John Higgins en demi-finale. Williams finit par l'emporter sur le score de 17-15, malgré avoir été mené 14-10. En finale, il est opposé à son compatriote Matthew Stevens. Bien que mené 13 à 7, Williams s'impose finalement 18 à 16. Il s'agit de son premier titre de champion du monde. Il est d'ailleurs le premier gaucher à devenir champion du monde.
La même année, Williams remporte son deuxième Grand Prix et échoue en finale de quatre tournois classés (Grand Prix de Malte, Open d'Écosse, championnat du Royaume-Uni et Open de Chine). Sur les tournois de gala, Williams perd aussi deux finales, à la coupe des champions et à la première ligue. Il s'assure ainsi de se maintenir dans les hauts classements, dans le top 3 mondial.

### Première place mondiale et triple couronne saisonnière (2002-2003)
En 2002, Williams remporte trois tournois classés supplémentaires (Open de Chine, Masters de Thaïlande et championnat du Royaume-Uni) et devient numéro un mondial pour la toute première fois de sa carrière.
Il remporte son deuxième titre de champion du monde en 2003, écartant l'Irlandais Ken Doherty par 18 manche à 16 en finale. Plus tôt dans le tournoi, Williams s'est débarrassé de Stuart Pettman (10-2). Au deuxième tour, il n'a laissé que des miettes à l'Australien Quinten Hann en le battant sur le score de 13-2. En quart de finale, Williams a affronté le septuple champion du monde, Stephen Hendry. Après l'avoir battu en finale du Masters en janvier, Williams s'impose une nouvelle fois sur l'Écossais (13-7). En demi-finale, il est opposé au jeune Stephen Lee et s'impose facilement (17-8). Ayant remporté le Masters contre Stephen Hendry quelques mois auparavant, il devient seulement le troisième joueur après Stephen Hendry et Steve Davis à remporter les trois titres majeurs de la triple couronne en une seule saison. Williams termine l'année à la première place mondiale.
Toujours en 2003, Williams remporte un nouveau titre de classement sur la coupe LG. Williams y bat notamment John Higgins en finale (9-5).

### Quelques difficultés (2004-2010)
En mai 2004, Williams perd sa place de numéro un mondial qu'il occupait depuis son sacre au championnat du monde 2003. Il finit d'ailleurs la saison 2004-2005 au 9e rang du classement. Cette baisse importante au classement s'explique par des résultats moins solides. Depuis son dernier titre de classement, Williams a connu pour meilleur résultat une demi-finale su' l'Open d'Irlande.
En 2005, il rejoint le cercle très fermé des joueurs qui ont réalisé un 147 au Crucible Theatre et empoche 161 000 £. Il réalise cette performance au premier tour contre Robert Milkins qu'il bat ensuite sur le score de 10-1. Williams finit par s'incliner au deuxième tour.
En 2006, il semble retrouver des couleurs puisqu'il remporte un seizième titre de classement lors de l'Open de Chine. Quelques jours après ce titre, Williams atteint les quarts de finale du championnat du monde en surclassant Anthony Hamilton au premier tour (10-1) et en éliminant Mark Selby au deuxième tour (13-8). Williams s'incline ensuite contre le futur vainqueur, Ronnie O'Sullivan. Cette défaite n'est que positive pour Williams puisqu'il parvient à accrocher le numéro deux mondial et ne s'incline que sur le score de 13-11.
Cette bonne période ne dure pas puisque Williams enchaîne ensuite trois mauvaises saisons durant lesquelles il sort du top 20.

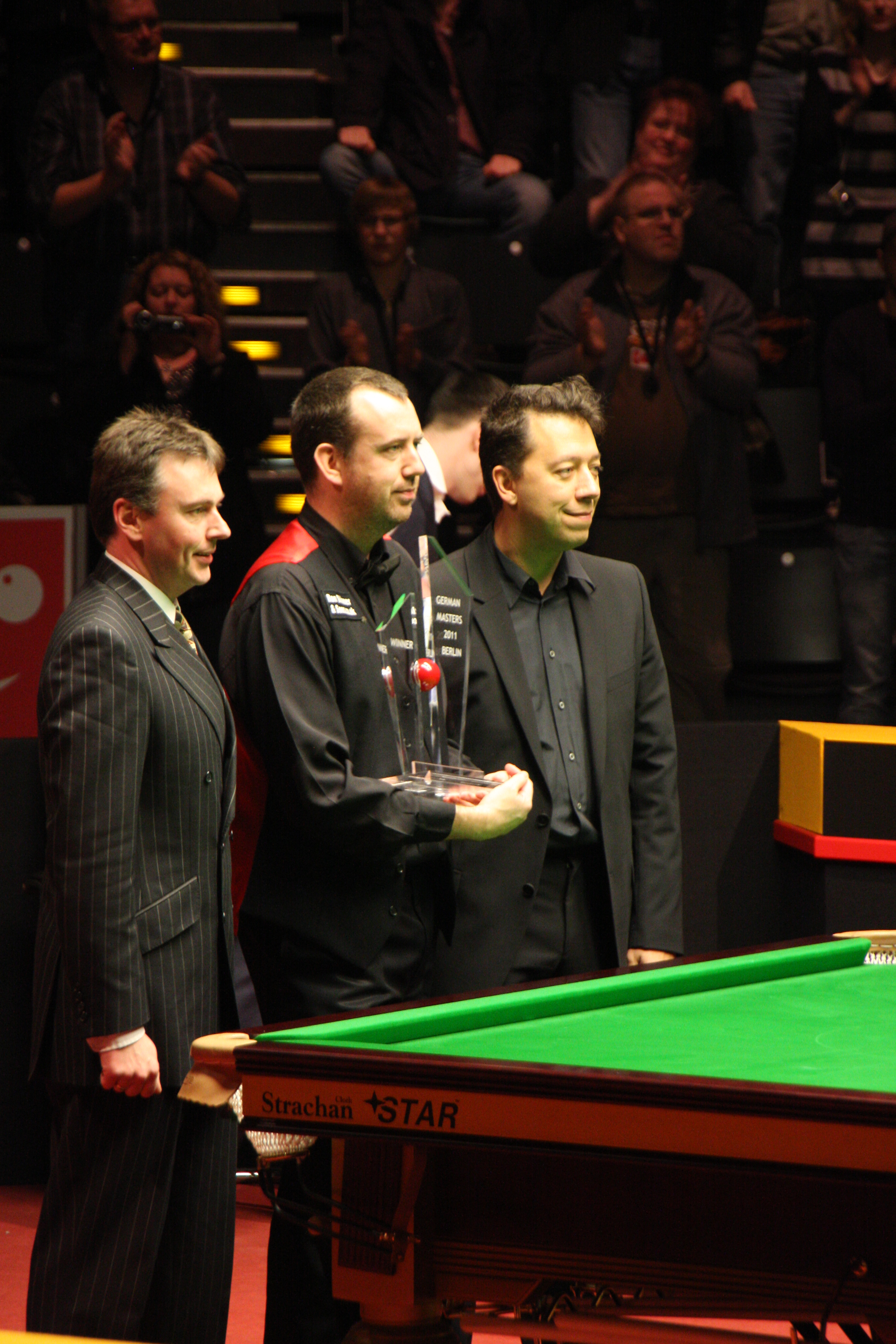
Mark Williams, vainqueur du Masters d'Allemagne 2011.

### Retour au premier plan (2010-2012)
En avril 2010, le Gallois retrouve le succès du côté de Pékin, en remportant l'Open de Chine en battant à la suite Jamie Cope (5-3), John Higgins (5-2), Marco Fu (5-1), Ali Carter (6-4) et Ding Junhui en finale sur le score de 10-6. Il s'agit alors du 17e succès sur un tournoi classé pour Williams. En fin d'année 2010, il rejoint la finale du championnat du Royaume-Uni pour la quatrième fois de sa carrière. Pour ce faire, il domine Shaun Murphy en demi-finale. Williams s'impose sur le score de 9-8, malgré avoir été mené 8-6. En finale, il est opposé à son rival de toujours, John Higgins. Il connait une grosse déception puisqu'il perd le match à la manche décisive après avoir mené 7-2, 8-4 et 9-5. Williams a même eu 29 points d'avance dans la manche 17, avec seulement 27 points disponibles sur la table. En février 2011, Williams remporte le Masters d'Allemagne, et par la même occasion sa 18e victoire en tournoi classé. Il bat notamment l'Anglais Mark Selby en finale, sur le score de 9-7. Au championnat du monde 2011, Williams bat à la suite Ryan Day (10-5), Jamie Cope (13-4), Mark Allen (13-5), avant de s'incliner contre John Higgins en demi-finale (17-14). Malgré cette défaite, il redevient numéro un du classement pour la première fois depuis 2004.
La saison suivante, Williams échoue à deux reprises en finale de tournois de classement, lors de l'Open d'Australie et du Masters de Shanghai. Il finit par perdre la première place mondiale en fin de saison mais se maintient tout de même à la 3e place du classement.

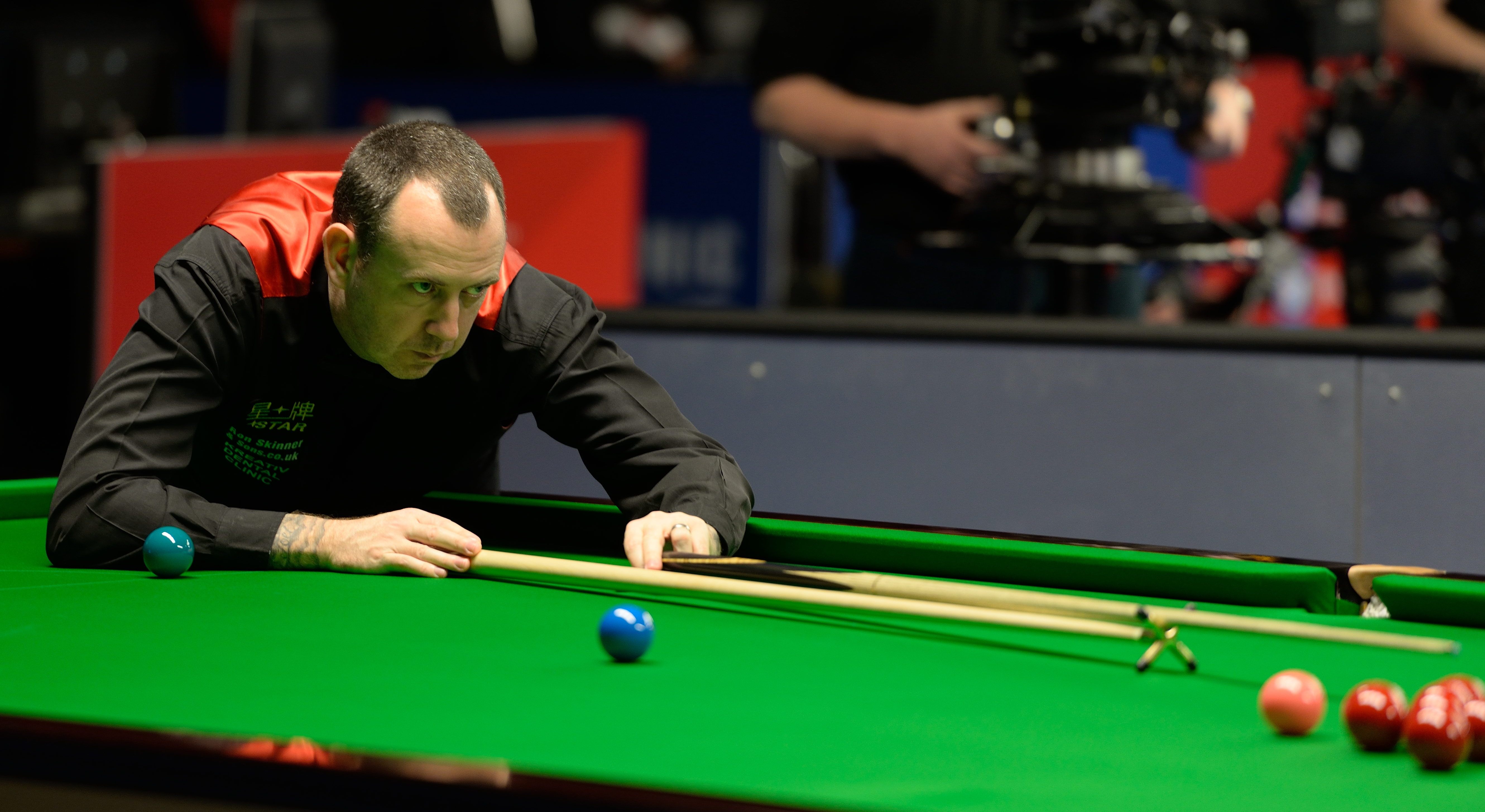
Mark Williams en 2015.

### Années difficiles (2013-2016)
Les saisons suivantes sont difficiles pour Williams. Entre 2013 et 2016, il ne connait qu'une finale sur un tournoi classé, lors du championnat du circuit des joueurs en 2015 (épreuve finale). Il perd cette finale contre Joe Perry (4-3), malgré une avance de trois manches. Au championnat du monde 2015, il est balayé au premier tour par son compatriote Matthew Stevens (10-2). Ce manque de résultats se traduit au classement ; il finit la saison 2012-2013 au 18e rang mondial, lui qui était 3e mondial en début de saison. Son classement se stabilise néanmoins les saisons suivantes.
En fin de saison 2016-2017, Williams atteint la finale de l'Open de Chine. Il y bat notamment John Higgins (5-4) et Shaun Murphy (5-1). Malgré un bon niveau affiché lors de la finale contre Mark Selby, Williams s'incline sur le score honorable de 10-8.

### Troisième titre de champion du monde (2017-2018)
En 2017-2018, Mark réalise un retour fracassant, remportant le Championnat du monde à six billes rouges 2017, l'Open d'Irlande du Nord et les Masters d'Allemagne avant de décrocher le Graal lors du championnat du monde 2018, quinze ans après sa victoire de 2003. À l'âge de 43 ans, il devient le plus vieux vainqueur du tournoi depuis Ray Reardon en 1978. Avec trois victoires au Crucible, il rejoint également Mark Selby et John Spencer à ce nombre de victoires. Williams a d'ailleurs créé l'amusement des journalistes en se présentant à moitié nu à sa conférence de presse d'après titre avec seulement une poche de glace pour masquer sa modestie. Williams remporte son 22e titre de classement quelques semaines après son sacre, du côté de l'Open mondial de Yushan. Il y bat David Gilbert (10-9), malgré avoir été mené par 9-5,

### Constance et maintien (depuis 2019)
La saison suivante, il perd une nouvelle finale sur un tournoi classé, lors du championnat de Chine. Plus tard, il officie en tant que 3e tête de série au championnat du monde. Des victoires sur Alan McManus et Stuart Bingham lui permettent d'accéder aux quarts de finale. après une rencontre de titans, il cède sur le score de 13-10 contre le futur champion, Ronnie O'Sullivan.
Pendant la saison 2020-2021, Williams renoue avec le succès, triomphant aux séries professionnelles le jour de son 46e anniversaire, ce qui constitue le 23e titre classé de sa carrière, son premier depuis trois ans. Il est aussi finaliste au championnat de la ligue en avril. Il arrive également à nouveau en quart de finale au championnat du monde mais il est balayé par le futur vainqueur Mark Selby (13-3). Quelques mois après, il remporte son 24e titre à l'Open de Grande-Bretagne, dominant Gary Wilson (6-4).
En janvier 2022, il se qualifie pour sa première demi-finale de Masters depuis 2010, au terme d'une rencontre électrique face à son rival John Higgins, conclue 6-5. Il déclare à l'issue du match avoir connu la plus belle ambiance depuis le début de sa carrière en 1992. Dès la semaine suivante, il rejoint la finale au Shoot-Out mais s'incline contre l'Iranien Hossein Vafaei, qui devient alors le premier homme de son pays à gagner un tournoi comptant pour le classement. Il termine la saison en trombe, rejoignant une nouvelle demi-finale au championnat du monde en écrasant ses adversaires un par un. Opposé à Judd Trump, il ne passe pas loin de surmonter un retard de sept manches, mais s'incline dans la dernière. Avec un total de seize centuries réussies au cours du tournoi, il égale le record de Stephen Hendry et termine la saison dans le top 8 mondial.
Le 16 décembre 2022, Mark Williams réalise le troisième break maximal de sa carrière lors de l'Open d'Angleterre, plus de dix ans après son dernier. Cela ne l'empêche pas de s'incliner dans son match qui l'oppose à Neil Robertson, en quart de finale. Il devient par ailleurs le joueur le plus âgé à réussir cette performance. Quelques semaines après, il effectue un parcours impressionnant, le menant en finale du Masters, finale qu'il n'avait plus atteinte depuis vingt ans,,. Malgré une bonne performance, il est vaincu sur le fil du rasoir par Judd Trump (10-8).
Son début de saison 2023-2024 est convaincant puisqu'il atteint la finale du premier tournoi de la saison, le championnat de la ligue. Vainqueur de huit des neuf matchs qu'il dispute, il finit par s'incliner face à un autre homme en forme : Shaun Murphy (3-0). Dès le mois de septembre, il est finaliste sur un autre tournoi de classement. Cette fois, il remporte le titre, à l'Open de Grande-Bretagne, contre Mark Selby (10-7). C'est la troisième fois en autant de finales qu'il s'adjuge ce trophée. Williams remporte également le Masters de Macao en décembre 2023, un tournoi sur invitation, ainsi que la coquette somme de 150 000 £. En fin de saison, il s'adjuge un premier championnat du circuit.

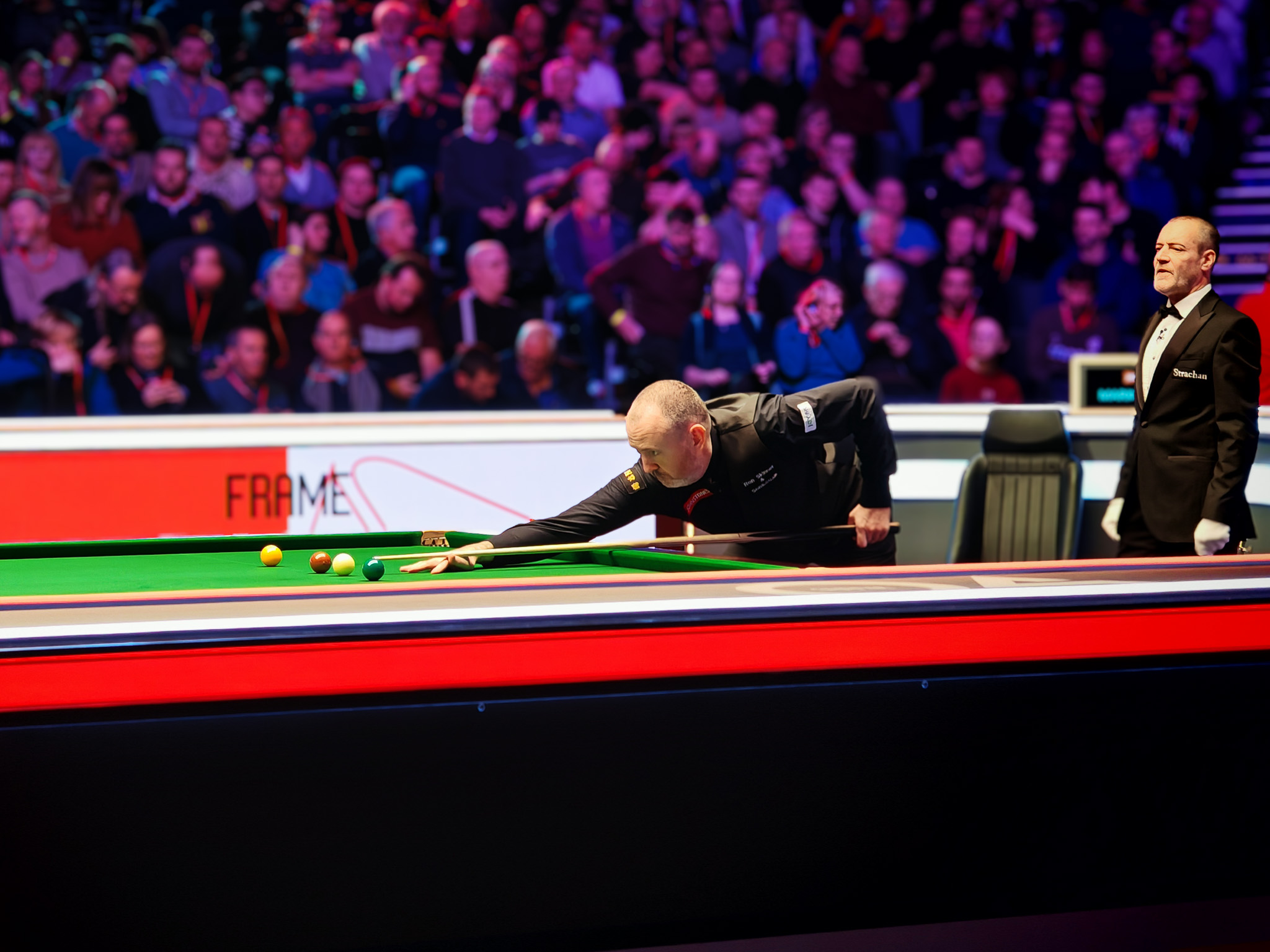
Mark Williams lors d'un match du Masters 2025.

La saison qui suit, il parvient à atteindre la finale du Masters d'Arabie Saoudite où il s'incline contre Judd Trump alors qu'il avait 62 points d'avance dans la manche décisive. Avec 200 000 points d'emmagasinés, il se rapproche à nouveau du top 5 mondial. Début novembre, Williams remporte le prestigieux champion des champions pour la première fois de sa carrière, dominant notamment Kyren Wilson et Xiao Guodong en finale (10-6),.
En avril-mai 2025, Williams prouve une nouvelle fois sa longévité dans le jeu, devenant finaliste du championnat du monde à l'âge de cinquante ans, un record dans l'histoire du snooker. Sur son parcours il élimine son vieux rival John Higgins sur la bille noire finale. En demi-finale, il enchaîne avec une victoire de qualité contre le meilleur joueur du classement et favori, Judd Trump, sur le score de 17 manches à 14. Cependant, pour le titre, il ne tient pas la comparaison face au jeune Zhao Xintong qui le domine de bout en bout et le bat 18-12. Ce parcours lui vaut un retour sur le podium du classement mondial. Quelques jours après, il gagne l'édition inaugurale du Shoot-Out d'Helsinki contre Shaun Murphy.

## Palmarès

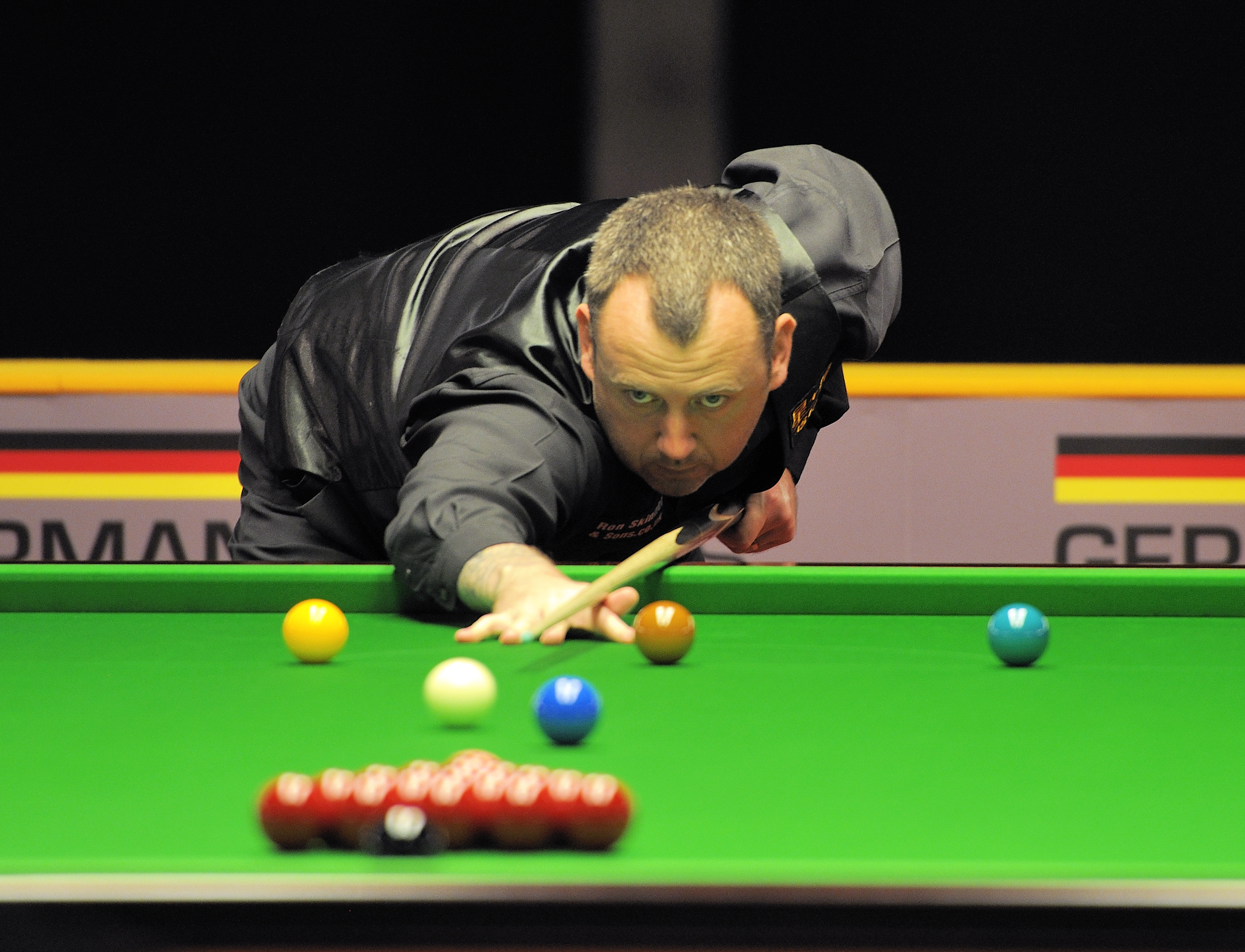
Mark Williams au Masters d'Allemagne 2014.

| Légende | Catégorie                        | Titres                         | Finales                        |
|         | Tournois classés                 | 26                             | 17                             |
|         | Tournois classés mineurs         | 2                              | 1                              |
|         | Tournois non classés             | 8                              | 12                             |
|         | Tournois en équipes              | 2                              | 2                              |
|         | Tournée mondiale seniors         | 1                              | 0                              |
|         | Tournois du circuit du challenge | 0                              | 1                              |
|         | Tournois pro-am                  | 5                              | 3                              |
|         | Tournois alternatifs             | 1                              | 2                              |
| Gras    | Tournois de la triple couronne   | Tournois de la triple couronne | Tournois de la triple couronne |

### Titres

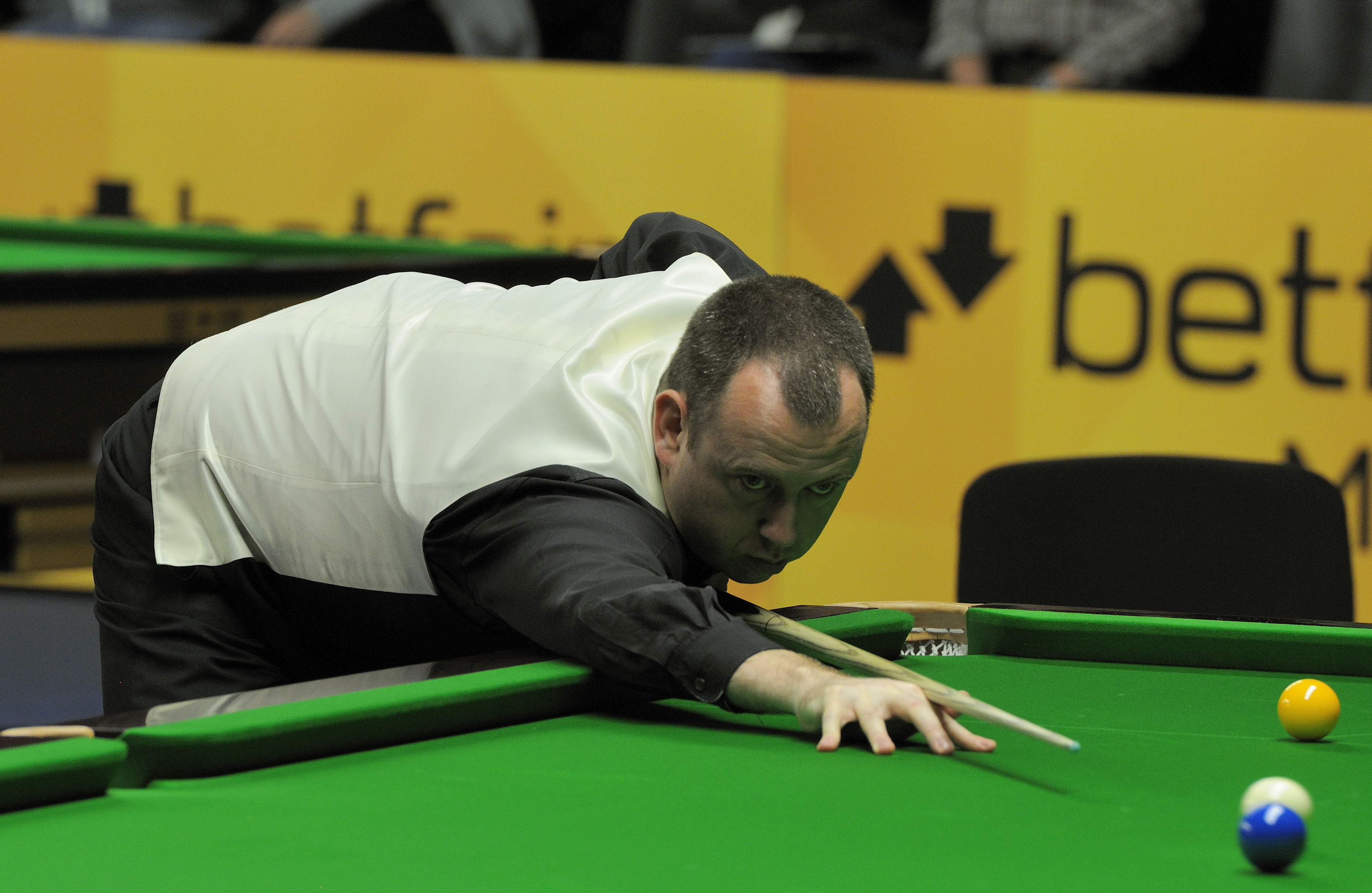
Mark Williams en 2013.

| Saison    | Nom du tournoi                           | Lieu                | Finaliste          | Score   | Tableau |
| 1994-1995 | Championnat Benson & Hedges              | Prestatyn           | Rod Lawler         | 9-5     | Tableau |
| 1994-1995 | Tournoi Pontins pro-am (printemps)       | Prestatyn           | Peter Ebdon        | 7-4     |         |
| 1995-1996 | Open du pays de Galles                   | Newport             | John Parrott       | 9-3     | Tableau |
| 1996-1997 | Grand Prix                               | Bournemouth         | Euan Henderson     | 9-5     | Tableau |
| 1996-1997 | Open de Grande-Bretagne                  | Plymouth            | Stephen Hendry     | 9-2     | Tableau |
| 1997-1998 | Masters                                  | Wembley             | Stephen Hendry     | 10-9    | Tableau |
| 1997-1998 | Tournoi Pontins professionnel            | Prestatyn           | Martin Clark       | 9-6     |         |
| 1998-1999 | Open d'Irlande                           | Tallaght            | Alan McManus       | 9-4     | Tableau |
| 1998-1999 | Coupe des nations                        | Newcastle upon Tyne | Écosse             | 6-4     |         |
| 1998-1999 | Open du pays de Galles (2)               | Cardiff             | Stephen Hendry     | 9-8     | Tableau |
| 1998-1999 | Masters de Thaïlande                     | Bangkok             | Alan McManus       | 9-7     | Tableau |
| 1999-2000 | Championnat du Royaume-Uni               | Bournemouth         | Matthew Stevens    | 10-8    | Tableau |
| 1999-2000 | Masters de Thaïlande (2)                 | Bangkok             | Stephen Hendry     | 9-5     | Tableau |
| 1999-2000 | Championnat du monde                     | Sheffield           | Matthew Stevens    | 18-16   | Tableau |
| 2000-2001 | Grand Prix (2)                           | Telford             | Ronnie O'Sullivan  | 9-5     | Tableau |
| 2001-2002 | Open de Chine                            | Shanghai            | Anthony Hamilton   | 9-8     | Tableau |
| 2001-2002 | Masters de Thaïlande (3)                 | Bangkok             | Stephen Lee        | 9-4     | Tableau |
| 2002-2003 | Championnat du Royaume-Uni (2)           | York                | Ken Doherty        | 10-9    | Tableau |
| 2002-2003 | Masters (2)                              | Wembley             | Stephen Hendry     | 10-4    | Tableau |
| 2002-2003 | Championnat du monde (2)                 | Sheffield           | Ken Doherty        | 18-16   | Tableau |
| 2003      | Championnat de snooker du TCC            | Newport             | Darren Morgan      | 6-1     |         |
| 2003-2004 | Coupe LG (3)                             | Preston             | John Higgins       | 9-5     | Tableau |
| 2004      | Championnat de snooker du TCC            | Newport             | Darren Morgan      | 7-6     |         |
| 2005-2006 | Open de Chine (2)                        | Pekin               | John Higgins       | 9-8     | Tableau |
| 2006-2007 | Pot Black                                | Londres             | John Higgins       | 1-0     |         |
| 2010      | Challenge de Finlande                    | Turku               | Robin Hull         | 6-1     |         |
| 2009-2010 | Open de Chine (3)                        | Pekin               | Ding Junhui        | 10-6    | Tableau |
| 2010-2011 | Épreuve 1 de Sheffield                   | Sheffield           | Stephen Maguire    | 4-0     | Tableau |
| 2010-2011 | Masters d'Allemagne                      | Berlin              | Mark Selby         | 9-7     | Tableau |
| 2012-2013 | Open d'Autriche                          | Wels                | Matthew Couch      | 6-5     |         |
| 2013-2014 | Open de Rotterdam                        | Rotterdam           | Mark Selby         | 4-3     | Tableau |
| 2014-2015 | Championnat du monde seniors             | Blackpool           | Fergal O'Brien     | 2-1     |         |
| 2017-2018 | Challenge Chine - Grande-Bretagne        | Shenzhen            | Chine              | 26-9    | Tableau |
| 2017-2018 | Championnat du monde à six billes rouges | Bangkok             | Thepchaiya Un-Nooh | 8-2     | Tableau |
| 2017-2018 | Open d'Irlande du Nord                   | Belfast             | Yan Bingtao        | 9-8     | Tableau |
| 2017-2018 | Masters d'Allemagne (2)                  | Berlin              | Graeme Dott        | 9-1     | Tableau |
| 2017-2018 | Championnat du monde (3)                 | Sheffield           | John Higgins       | 18-16   | Tableau |
| 2018-2019 | Open mondial                             | Yushan              | David Gilbert      | 10-9    | Tableau |
| 2020-2021 | Séries professionnelles                  | Milton Keynes       | Ali Carter         | [ N 1 ] | Tableau |
| 2021-2022 | Open de Grande-Bretagne (2)              | Leicester           | Gary Wilson        | 6-4     | Tableau |
| 2023-2024 | Open de Grande-Bretagne (3)              | Cheltenham          | Mark Selby         | 10-7    | Tableau |
| 2023-2024 | Masters de Macao (épreuve 2)             | Macao               | Jack Lisowski      | 9-6     |         |
| 2023-2024 | Championnat du circuit                   | Manchester          | Ronnie O'Sullivan  | 10-5    | Tableau |
| 2024-2025 | Champion des champions                   | Bolton              | Xiao Guodong       | 10-6    | Tableau |
| 2025-2026 | Grand Shoot-Out d'Helsinki               | Helsinki            | Shaun Murphy       | 1-0     |         |

### Finales perdues
| Saison    | Nom du tournoi                           | Lieu            | Finaliste         | Score | Tableau |
| 1994-1995 | Circuit mineur de la WPBSA (épreuve 6)   | Prestatyn       | Drew Henry        | 5-6   |         |
| 1998-1999 | Masters d'Allemagne                      | Bingen am Rhein | John Parrott      | 4-6   |         |
| 1998-1999 | Championnat du monde                     | Sheffield       | Stephen Hendry    | 11-18 | Tableau |
| 1999-2000 | Coupe des champions                      | Croydon         | Stephen Hendry    | 5-7   |         |
| 1999-2000 | Grand Prix                               | Preston         | John Higgins      | 8-9   | Tableau |
| 1999-2000 | Coupe des nations                        | Reading         | Angleterre        | 4-6   |         |
| 1999-2000 | Grand Prix de Malte                      | La Valette      | Ken Doherty       | 3-9   | Tableau |
| 1999-2000 | Open d'Écosse                            | Aberdeen        | Ronnie O'Sullivan | 1-9   | Tableau |
| 1999-2000 | Première ligue                           | Colchester      | Stephen Hendry    | 5-9   |         |
| 2000-2001 | Coupe des champions (2)                  | Brighton        | Ronnie O'Sullivan | 5-7   |         |
| 2000-2001 | Championnat du Royaume-Uni               | Bournemouth     | John Higgins      | 4-10  | Tableau |
| 2000-2001 | Open de Chine                            | Shenzhen        | Ronnie O'Sullivan | 3-9   | Tableau |
| 2000-2001 | Grand Prix de Malte                      | La Valette      | Stephen Hendry    | 1-7   | Tableau |
| 2001-2002 | Coupe des champions (3)                  | Brighton        | John Higgins      | 4-7   |         |
| 2001-2002 | Masters                                  | Wembley         | Paul Hunter       | 9-10  | Tableau |
| 2002-2003 | Open du pays de Galles                   | Cardiff         | Stephen Hendry    | 5-9   | Tableau |
| 2002-2003 | Première ligue (2)                       | Sunderland      | Marco Fu          | 5-9   |         |
| 2004-2005 | Première ligue (3)                       | Manchester      | Ronnie O'Sullivan | 0-6   |         |
| 2006      | Championnat de snooker du TCC            | Newport         | Paul Davies       | 4-7   |         |
| 2008      | Championnat de snooker du TCC (2)        | Newport         | Lee Walker        | 5-7   |         |
| 2009      | Championnat de snooker du TCC (3)        | Newport         | Darren Morgan     | 4-7   |         |
| 2009-2010 | Championnat du monde à six billes rouges | Killarney       | Mark Davis        | 3-6   | Tableau |
| 2010-2011 | Championnat du Royaume-Uni (2)           | Telford         | John Higgins      | 9-10  | Tableau |
| 2011-2012 | Open d'Australie                         | Bendigo         | Stuart Bingham    | 8-9   | Tableau |
| 2011-2012 | Masters de Shanghai                      | Shanghai        | Mark Selby        | 9-10  | Tableau |
| 2014-2015 | Open de Gdynia                           | Gdynia          | Neil Robertson    | 0-4   | Tableau |
| 2014-2015 | Championnat du circuit des joueurs       | Bangkok         | Joe Perry         | 3-4   | Tableau |
| 2015-2016 | Coupe générale                           | Hong Kong       | Marco Fu          | 3-7   |         |
| 2016-2017 | Open de Chine (2)                        | Pekin           | Mark Selby        | 8-10  | Tableau |
| 2018-2019 | Masters de Macao                         | Macao           | Équipe B          | 1-5   | Tableau |
| 2018-2019 | Masters de Macao                         | Macao           | Barry Hawkins     | 2-3   | Tableau |
| 2019-2020 | Championnat de Chine                     | Guangzhou       | Shaun Murphy      | 9-10  | Tableau |
| 2020-2021 | Championnat de la ligue                  | Milton Keynes   | Kyren Wilson      | 2-3   | Tableau |
| 2021-2022 | Snooker Shoot-Out                        | Leicester       | Hossein Vafaei    | 0-1   | Tableau |
| 2022-2023 | Masters (2)                              | Londres         | Judd Trump        | 8-10  | Tableau |
| 2023-2024 | Championnat de la ligue                  | Leicester       | Shaun Murphy      | 0-3   | Tableau |
| 2024-2025 | Masters d'Arabie Saoudite                | Riyadh          | Judd Trump        | 9-10  | Tableau |
| 2024-2025 | Championnat du monde (2)                 | Sheffield       | Zhao Xintong      | 12-18 | Tableau |